# Wilshire Boulevard

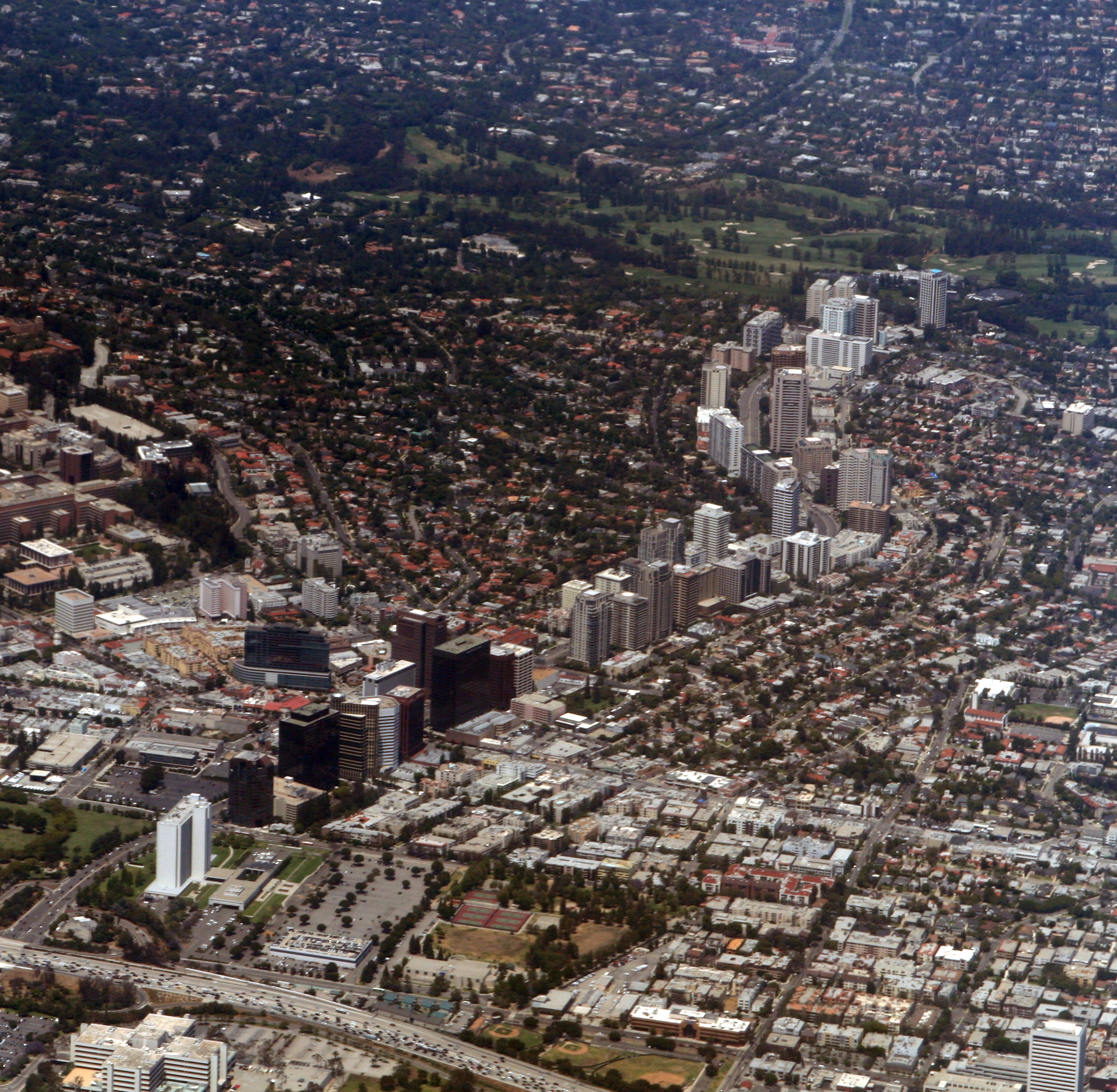
Der Wilshire Blvd. mit seinen Hochhäusern im Abschnitt Westwood (2009)

Der Wilshire Boulevard ['wilʃəɻ 'bu̇ləˌvard] (Anhörenⓘ) ist eine der zentralen Ost-West-Achsen in Los Angeles. Er verbindet Santa Monica mit Beverly Hills und dem Stadtzentrum von Los Angeles. Die Hauptstraße wurde nach Henry Gaylord Wilshire (1861–1927) benannt, einem Großgrundbesitzer, Verleger und Sozialisten. Wilshire hatte die Fläche 1895 dem Stadtrat von Los Angeles übereignet mit der Maßgabe, dass die zu bauende Hauptverkehrsstraße seinen Namen tragen soll.

## Beschreibung und Lage

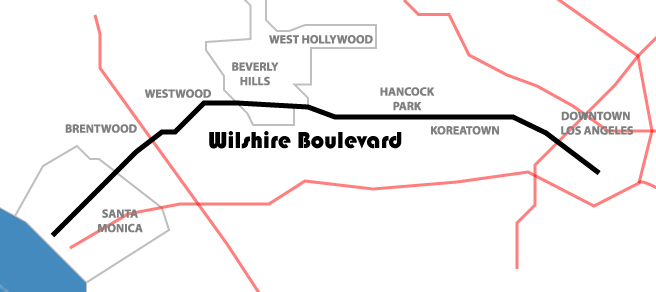
Verlauf des Wilshire Boulevards

Der Wilshire Boulevard erstreckt sich über eine Länge von 26 Kilometern von der Grand Avenue in Downtown Los Angeles bis zur Ocean Avenue in Santa Monica. Einige Wolkenkratzer säumen den Wilshire Boulevard, darunter auch das Aon Center, einst das höchste Gebäude der Stadt, und das derzeit höchste Gebäude des Wilshire Grand Tower. Unter der Adresse „8949 Wilshire Boulevard“ in Beverly Hills befindet sich das Hauptgebäude der Academy of Motion Picture Arts and Sciences mit dem integrierten Samuel Goldwyn Theater.
Architektonisch wertvoll ist auch das 1962 für die Perpetual Savings and Loan Association errichtete Bürogebäude von Edward Durell Stone (9720 Wilshire Blvd., Ecke McCarty Drive; jetzt Pacific Mercantile Bank).
Der zentrale Abschnitt des Wilshire Boulevards, die Miracle Mile, liegt zwischen der Fairfax Avenue und La Brea Avenue. Dort befinden sich im Hancock Park das Los Angeles County Museum of Art (LACMA), Academy Museum und das Page Museum mit den La Brea Tar Pits.
Der Boulevard ist seit den 1980er-Jahren vier- bis zehnspurig ausgebaut und hat teilweise baulich getrennte Richtungsfahrbahnen.

## Galerie

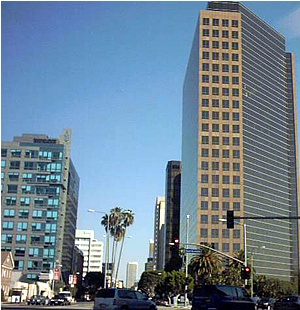
Wilshire Boulevard auf Höhe der Miracle Mile
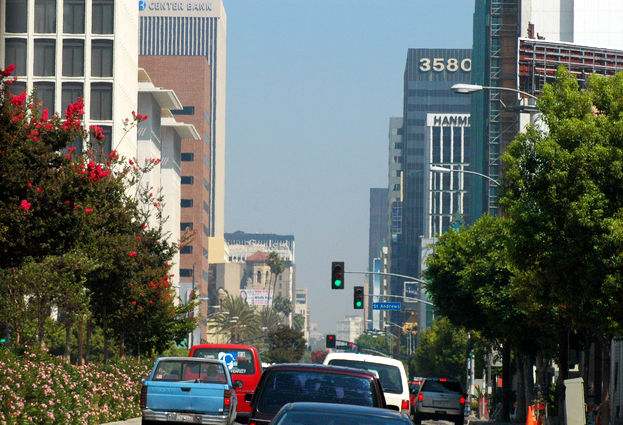
Wilshire Boulevard in Koreatown
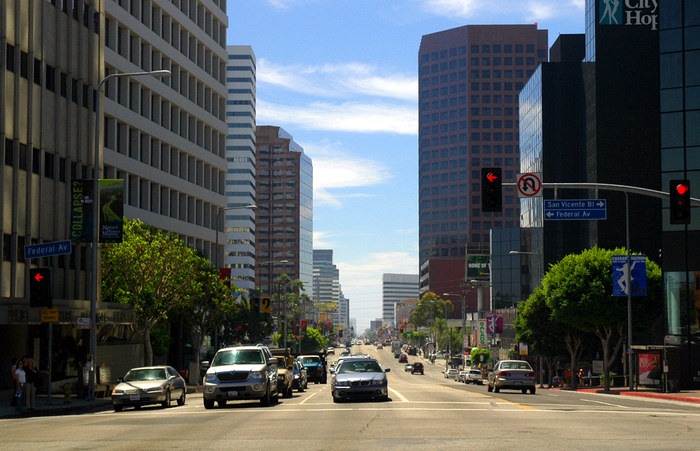
Wilshire Boulevard in Brentwood (Los Angeles)
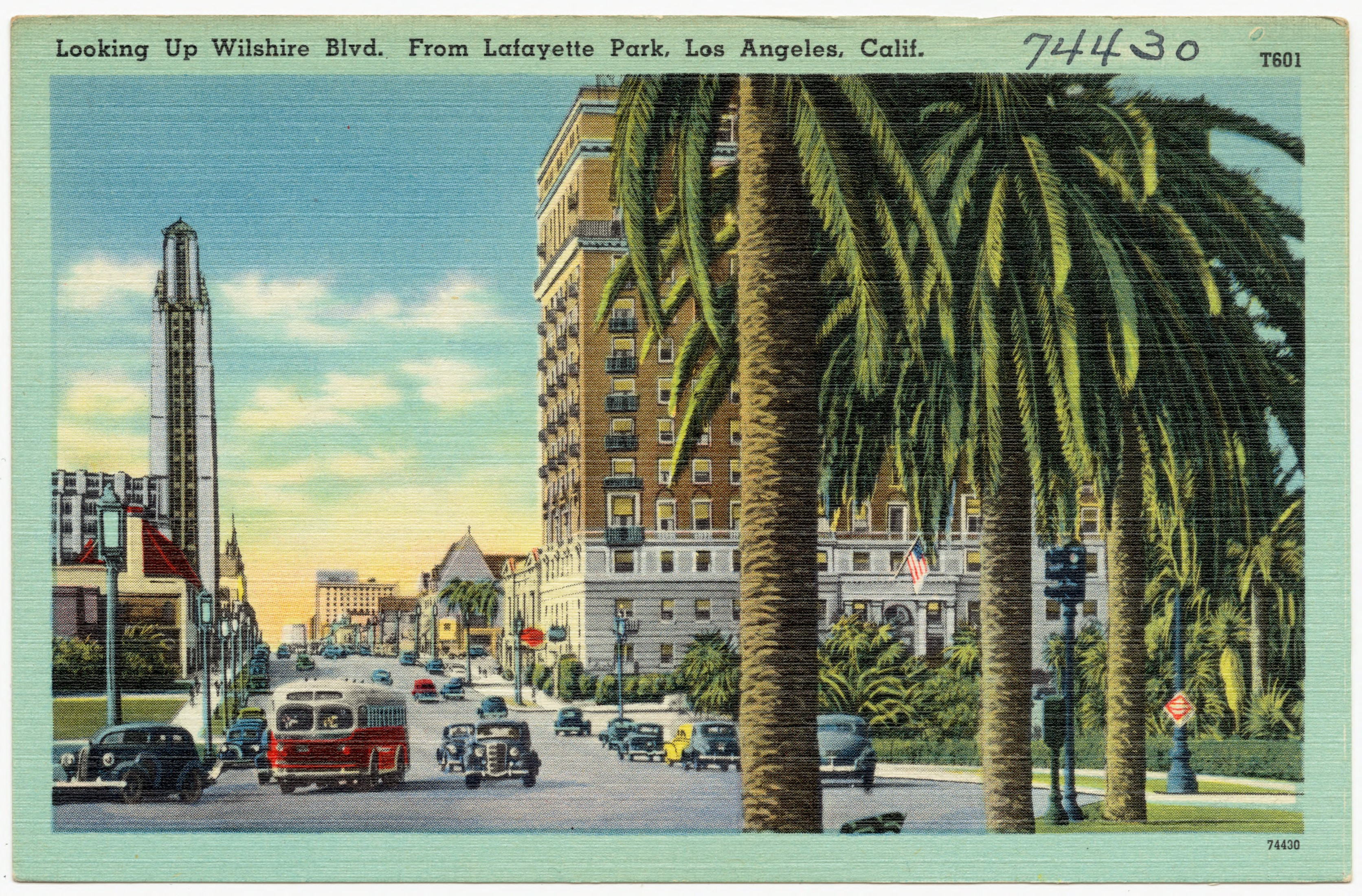
Historische Postkarte um 1930